# Doroteu de Sidó
Doroteu de Sidó (en grec Δωπόθεος Dorotheos) va ser un poeta i astròleg grec que va escriure la major part de la seva obra en vers i sobre astrologia en un llibre titulat Pentabiblia o Pentateuc, o també Carmen astrologicum i del qual es conserva una altra obra sota el títol de ὰποτελέσματα (Apotelesmata). Dels dos llibres se'n conserven alguns fragments que van ser usats per escriptors romans i sobretot per astròlegs àrabs. Se'l situa al segle i, ja que el primer autor que el cita és Antíoc, un astròleg atenenc que va viure entre l'any 150 i 200. En el seu llibre Doroteu diu que ha viatjat per Egipte i Babilònia estudiant amb alguns savis els temes hermètics. Un escriptor àrab ha conservat una llista dels assumptes de què tractava la seva obra: sobre els naixements, sobre les èpoques i els períodes, sobre l'origen dels déus, sobre com interpretar l'any del naixement, sobre com actuar. La Pentabiblia va ser utilitzada per Fírmic Matern i altres escriptors llatins. L'obra de Doroteu va ser apreciada a l'orient, on va ser traduïda al pahlavi, cap al segle iii, i després a l'àrab. Per als àrabs va ser un dels més famosos astròlegs occidentals. Alguns autors pensen que és el mateix personatge que Doroteu de Caldea. De la seva obra Carmen astrologicum n'hi ha una edició de 1976: Dorothei Sidonii carmen astrologicum : interpretationem arabicam in linguam anglicam versam una cum Dorothei fragmentis et graecis et latinis; editit David Pingree. Leipzig: Teubner, 1976, amb text bilingüe àrab-anglès i textos en grec i llatí.